# Canton de Chanac
Pour les articles homonymes, voir Chanac (homonymie).
Le canton de Chanac était une division administrative française, située dans le département de la Lozère et la région Languedoc-Roussillon.

## Composition
| Nom                | Code Insee | Intercommunalité           | Superficie (km2) | Population (dernière pop. légale) | Densité (hab./km2) |
| ------------------ | ---------- | -------------------------- | ---------------- | --------------------------------- | ------------------ |
| Chanac (chef-lieu) | 48039      | CC Aubrac Lot Causses Tarn | 71,14            | 1 461 (2014)                      | 21                 |
| Barjac             | 48018      | CC Cœur de Lozère          | 29,92            | 744 (2014)                        | 25                 |
| Cultures           | 48055      | CC Aubrac Lot Causses Tarn | 3,96             | 151 (2014)                        | 38                 |
| Esclanèdes         | 48056      | CC Aubrac Lot Causses Tarn | 12,51            | 367 (2014)                        | 29                 |
| Les Salelles       | 48185      | CC Aubrac Lot Causses Tarn | 10,62            | 163 (2014)                        | 15                 |

## Démographie
| 1962  | 1968  | 1975  | 1982  | 1990  | 1999  | 2006  | 2011  | 2012  |
| ----- | ----- | ----- | ----- | ----- | ----- | ----- | ----- | ----- |
| 1 967 | 1 837 | 1 805 | 1 833 | 2 013 | 2 226 | 2 541 | 2 714 | 2 773 |

## Représentation
Sources : Annuaires du département de la Lozère. https://gallica.bnf.fr/ark:/12148/cb326955871/date

### Conseillers généraux de 1833 à 2015
| Période | Période                   | Identité                                           | Étiquette            | Qualité |
| ------- | ------------------------- | -------------------------------------------------- | -------------------- | --- |
| 1833    | 1842                      | Pierre Pascal du Cayla                             |                      | Propriétaire à La Capelle, commune de La Canourgue                                                             |
| 1842    | 1864                      | Xavier Grousset (1810-1892)                        |                      | Juge au Tribunal civil de Marvejols puis de Mende                                                              |
| 1864    | 1871                      | Étienne Pierre Cordesse (1837-1904)                |                      | Avocat à Mende et juge de paix de Meyrueis                                                                     |
| 1871    | 1889 (décès)              | Albert Rouffiac (1837-1889)                        |                      | Propriétaire, maire de Chanac (1862-1889)                                                                      |
| 1889    | 1892                      | Maurice Carbonnier                                 | Conservateur         | Propriétaire à Malavieille, près de Chanac                                                                     |
| 1892    | 1904 (décès)              | Amans Rouffiac (fils d'Albert Rouffiac, 1863-1904) | Conservateur         | Avoué à Marvejols Maire de Chanac (1889-1905)                                                                  |
| 1904    | 1931 (décès)              | Gabriel Rouffiac (frère du précédent, 1866-1931))  | Républicain (droite) | Avoué à Marvejols                                                                                              |
| 1931    | 1942 (démission d'office) | Emilien Palmier (1880-1958)                        | URD                  | Propriétaire Maire de Chanac (1929-1942 et 1945-1947) Révoqué par le Gouvernement de Vichy                     |
|         |                           |                                                    |                      | |
| 1942    | 1945                      | Marius Grousset                                    |                      | Conseiller d'arrondissement, conseiller municipal de Chanac Nommé conseiller départemental en 1942             |
|         |                           |                                                    |                      | |
| 1945    | 1949                      | Emilien Palmier                                    | DVD                  | Propriétaire Maire de Chanac (1929-1942 et 1945-1947)                                                          |
| 1949    | 1972 (décès)              | Abel Palmier (1913-1972, fils du précédent)        | DVD                  | Médecin Maire de Chanac (1947-1972)                                                                            |
| 1972    | 1998                      | Janine Bardou                                      | DVD puis UDF         | Agent d'assurances Sénatrice (1994-2001) Présidente du Conseil général (1985-1994) Maire de Chanac (1973-1995) |
| 1998    | 2004                      | Sylvain Gaubert                                    | UDF                  | Dentiste à Mende                                                                                               |
| 2004    | 2015                      | Philippe Rochoux                                   | UDF puis MoDem       | Cadre de la Fonction publique Maire de Chanac depuis 1995                                                      |

### Conseillers d'arrondissement (de 1833 à 1940)
Le canton de Chanac appartenait à l'arrondissement de Marvejols jusqu'à sa disparition en 1926.
| Période                                  | Période      | Identité                                     | Étiquette       | Qualité |
| ---------------------------------------- | ------------ | -------------------------------------------- | --------------- | --- |
| 1833                                     | 1839         | Paul Lombard                                 |                 | Propriétaire, ancien maire de Marvejols                                                                     |
| 1839                                     | 1848         | Jean Baptiste Cordesse (1789-1865)           |                 | Notaire, propriétaire terrien, maire de Chanac                                                              |
| 1848                                     | 1870         | Camille Cordesse                             |                 | Notaire à Saint-Germain-du-Teil                                                                             |
| 1870                                     | 1877         | Jacques Mathieu Graille                      |                 | Notaire à Chanac                                                                                            |
| 1877                                     | 1888 (décès) | M. Nègre                                     |                 | Propriétaire à Chanac                                                                                       |
| 26 août 1888                             | 1904         | Oswald Cordesse                              | Conservateur    | Juge de paix, notaire, propriétaire à Chanac                                                                |
| 1904                                     | 1919         | Martin Grousset                              |                 | Propriétaire au Jas, Chanac                                                                                 |
| 1919                                     | 1931         | Comte Bernard Dupont de Ligonnès (1865-1936) | Union nationale | Commandant en retraite, propriétaire du château de Ressouches à Chanac                                      |
| 1931                                     | 1937         | Gabriel Paradan                              |                 | Adjoint au maire de Chanac                                                                                  |
| 1937                                     | 1940         | Marius Grousset                              |                 | Conseiller municipal de Chanac                                                                              |
| 1940                                     |              |                                              |                 | Les conseils d'arrondissement ont été suspendus par la loi du 12 octobre 1940 et n'ont jamais été réactivés |
| Les données manquantes sont à compléter. |              |                                              |                 | |